# Östervåla kyrka
Östervåla kyrka tillhör Östervåla församling i Uppsala stift. Kyrkan ligger i samhället Östervåla, väster om sjön Tämnaren, i norra Uppland.

## Kyrkobyggnaden
I sin nuvarande form består kyrkan av ett rektangulärt långhus med rakt avslutat kor i öster och torn i väster. Norr om koret finns en vidbyggd sakristia vars gavelröste har blinderingar av tegel. Långhus och kor täcks av ett gemensamt mansardtak, medan sakristian täcks av ett sadeltak. Kyrktornet kröns av en huv med lanternin.

### Tillkomst och medeltida ombyggnader
Kyrkan uppfördes vid slutet av 1200-talet eller början av 1300-talet och var kanske redan då en salkyrka med rakt kor.
Sakristian i norr tillkom 1428 och dess innertak försågs redan från början med kryssvalv. Sakristian var en gåva av kaniken Petri Christierni. Senare under 1400-talet byggdes ett vapenhus i söder som numera är rivet.
Kalkmålningar tillkom i början 1500-talet.
Under en period fanns en spetsig takryttare mitt på långhusets tak. På avritningar av Johan Hadorph år 1685 samt av Olof Grau år 1750 finns takryttare, dock med olika utseende. 1687 slog blixten ned i takryttaren som tillsammans med taket förstördes. 1690 fanns ny takryttare på plats och det är den som är avritad 1750 av Olof Grau.

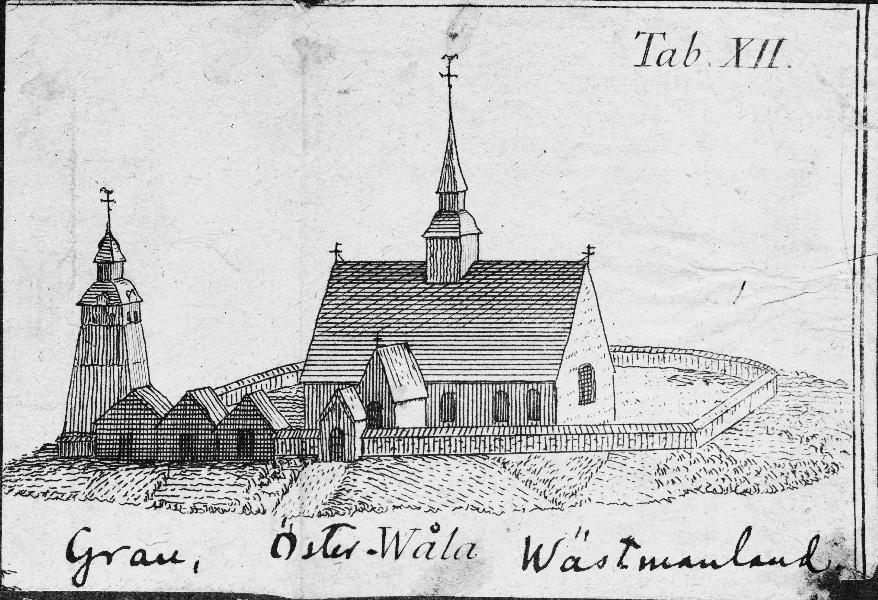
Östervåla kyrka med omgivningar omkring 1685 efter teckning av Johan Hadorph

### Senare ombyggnader
År 1806 byggdes ett massivt kyrktorn i väst som försågs med en lanternin.
En stor ombyggnad genomfördes 1816-1817, då de medeltida tegelvalven revs och ersattes med ett tunnvalv av trä. Kyrkans medeltida utseende gick då förlorat. Takryttaren revs antingen 1806 eller vid ombyggnaden 1816-1817.
Vid en senare restaurering år 1902 inreddes tornets bottenvåning till vapenhus och det gamla vapenhuset i söder revs. I koret lades ett trägolv som övertäckte gravhällar. Långhusets golv cementerades och övertäcktes med trägolv.
En stor restaurering genomfördes 1952-1953 då en tidigare orgel återställdes och kalkmålningarna upptäcktes och togs fram. Vid norra sidan återställdes sakristians gamla portal. Trägolvet i långhus och kor ersattes med tegelgolv.

## Orglar
- Enligt uppgift ska en orgel ha funnits i kyrkan redan på 1600-talet.
- Ett nytt orgelverk med åtta stämmor och bihangspedal levererades 1705 av orgelbyggaren Risberg i Falun. *Nuvarande orgel, som är kyrkans mest intressanta inventarium, byggdes 1825 av Pehr Zacharias Strand. Från början omfattade orgeln 14 stämmor, 11 i manualen och 3 i pedalen.
- Vid slutet av 1920-talet införskaffades en ny orgel från Åkerman & Lund Orgelbyggeri som hade 22 stämmor fördelade på två manualer.
- År 1952 avlägsnades den av Åkerman & Lund byggda orgeln och Strandorgeln togs åter i bruk. Den byggdes om av Th. Frobenius og Sønner Orgelbyggeri A/S och utvidgades till 30 stämmor.

| Man I. Bröstverk | Man II. Huvudverk | Pedal        |
| ---------------- | ----------------- | ------------ |
| Principal 8      | Principal 8       | Principal 16 |
| Gedackt 8        | Borduna 8         | Subbas 16    |
| Kvintadena 8     | Fugara 8          | Principal 8  |
| Principal 4      | Oktava 4          | Oktava 4     |
| Rörflöjt 4       | Flöjt 4           | Nachthorn 2  |
| Gemshorn 2       | Kvinta 2 2/3      | Mixtur III   |
| Kvinta 1 1/3     | Oktava 2          | Basun 16     |
| Oktava 1         | Scharf III        | Skalmeja 4   |
| Mixtur III       | Trumpet 8 D       |              |
| Sesquialtera II  | Vox humana 8      |              |
| Krumhorn 8       | Trumpet 4 B       |              |
| Tremulant        |                   |              |

- I maj 1969 invigdes en mekanisk kororgel med fyra stämmor, byggd av Mads Kjersgaard.

### Diskografi
- Gamla uppländska orglar / Löfgren, Rudolf, orgel. LP. Proprius PROP 7796. 1979.

## Övriga inventarier
- Predikstolen är byggd på 1820-talet av konstnären Thoman och är en gåva från Lindsbro Herrgård.
- Nuvarande dopfunt av sandsten är tillverkad 1949 efter ritningar av arkitekt Erik Fant. Funten har en åttasidig balusterformad fot och en nästan halvklotformad cuppa. Överst på cuppans sidor finns inskriptionen: Låten barnen komma till mig och förmenen dem det icke.
- En ljuskrona av järn är troligen från 1400-talet.
- Nattvardskärl och paten är från 1300-talet.
- Sedan 1806 hänger i tornet två kyrkklockor. Storklockan fick sin nuvarande utformning 1783 och lillklockan göts 1824.

## Bildgalleri

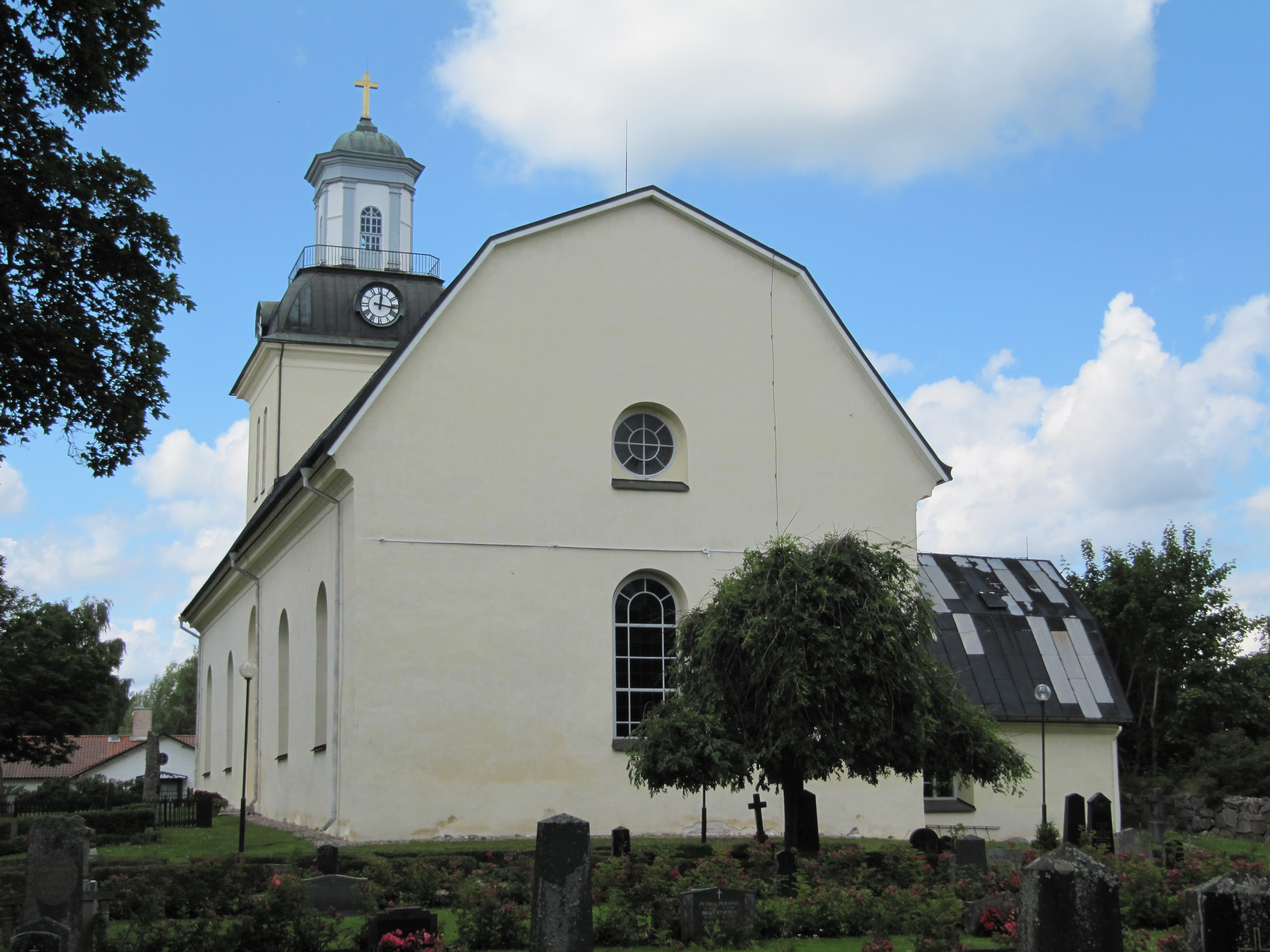
Östervåla kyrka
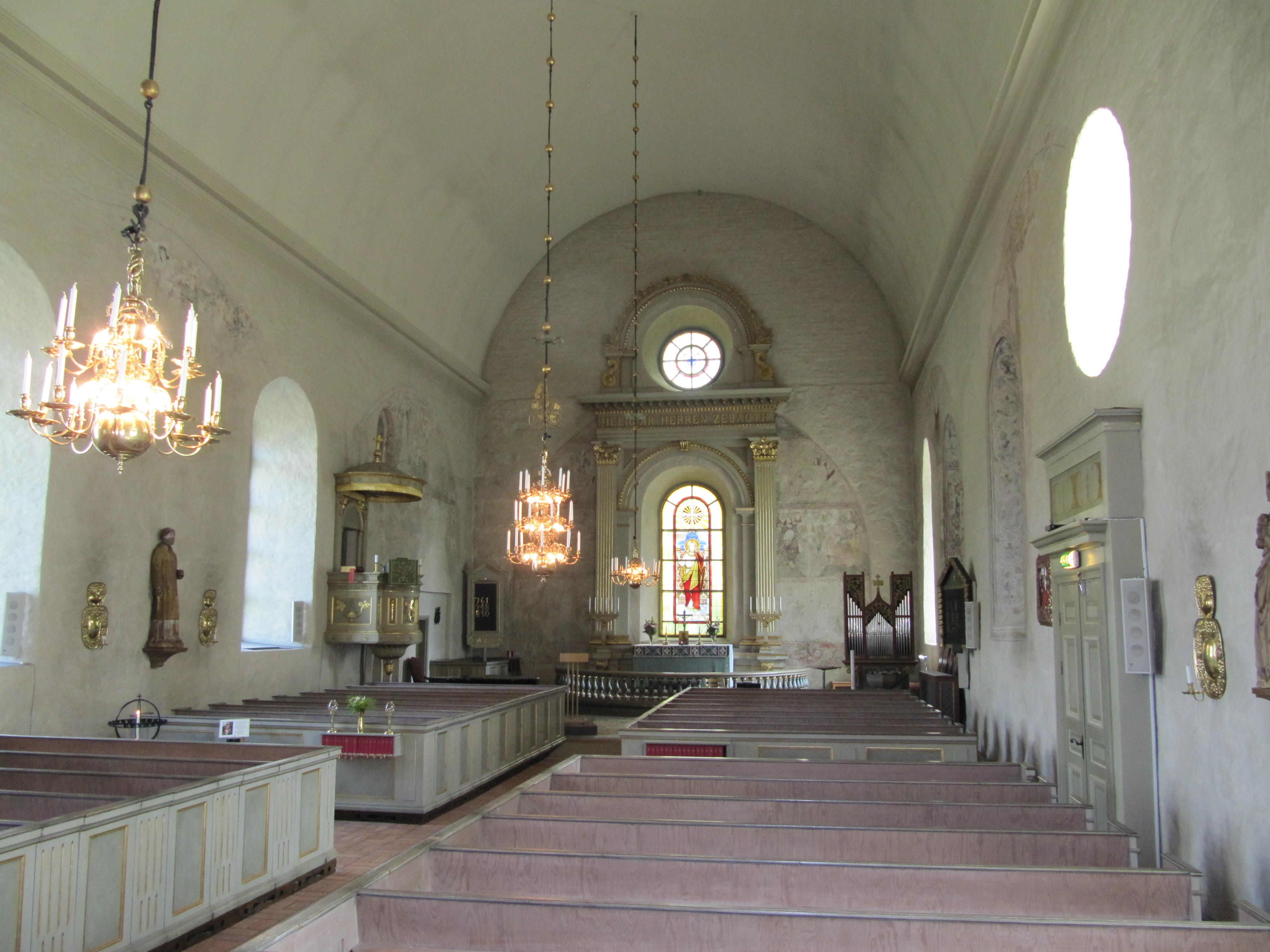
Kyrkorum
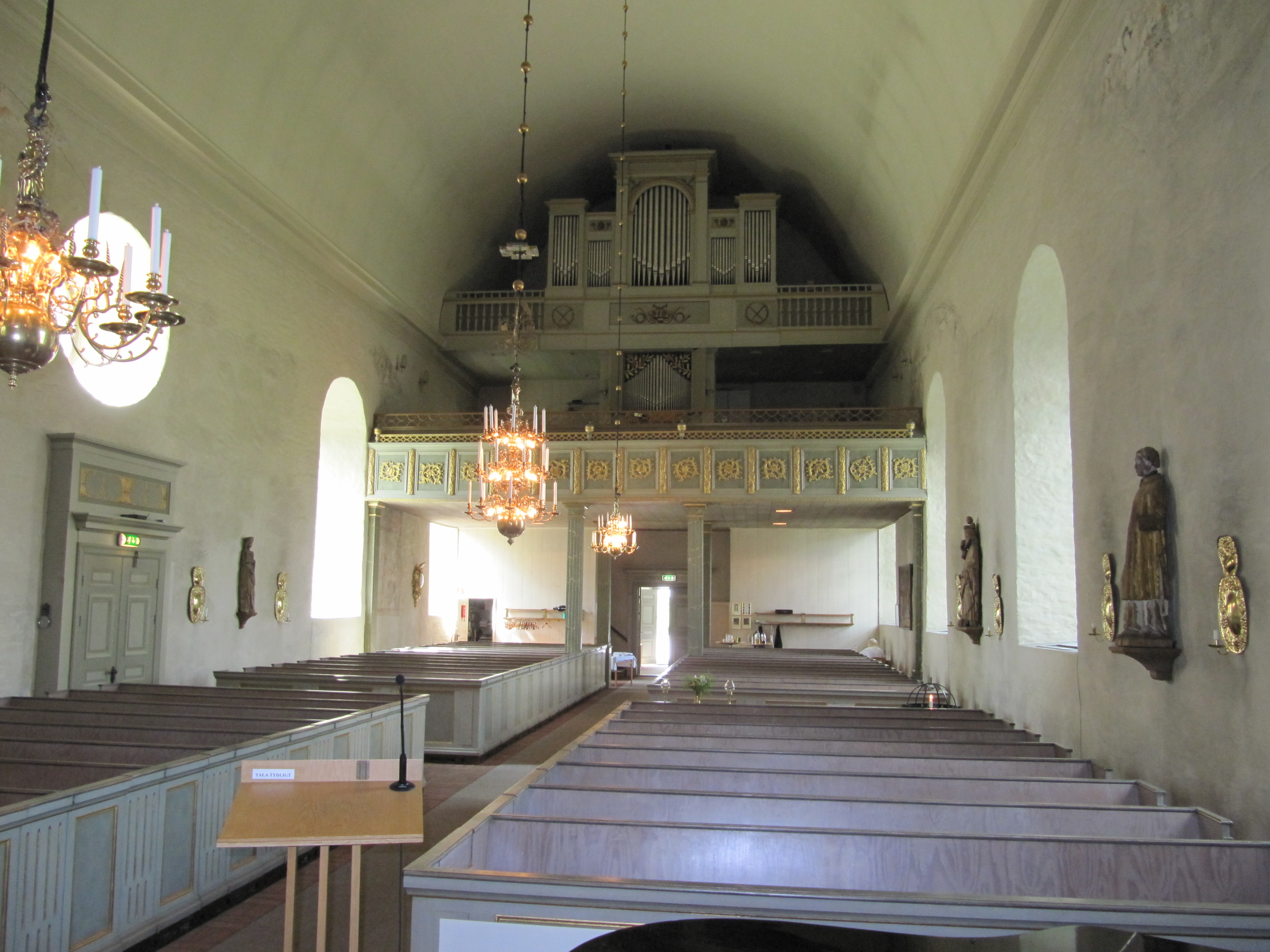
Kyrkorum i riktning mot orgelläktare
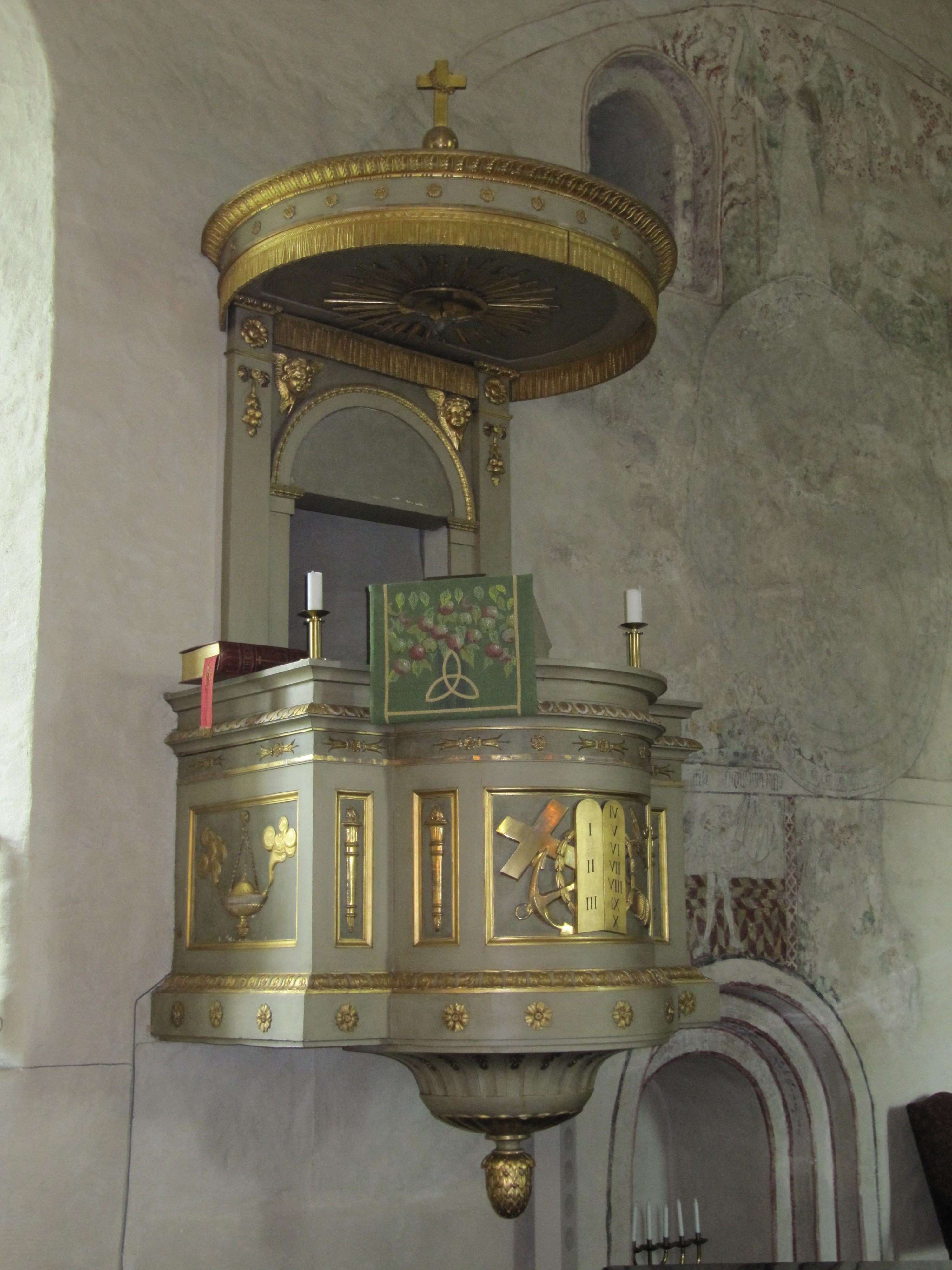
Predikstol
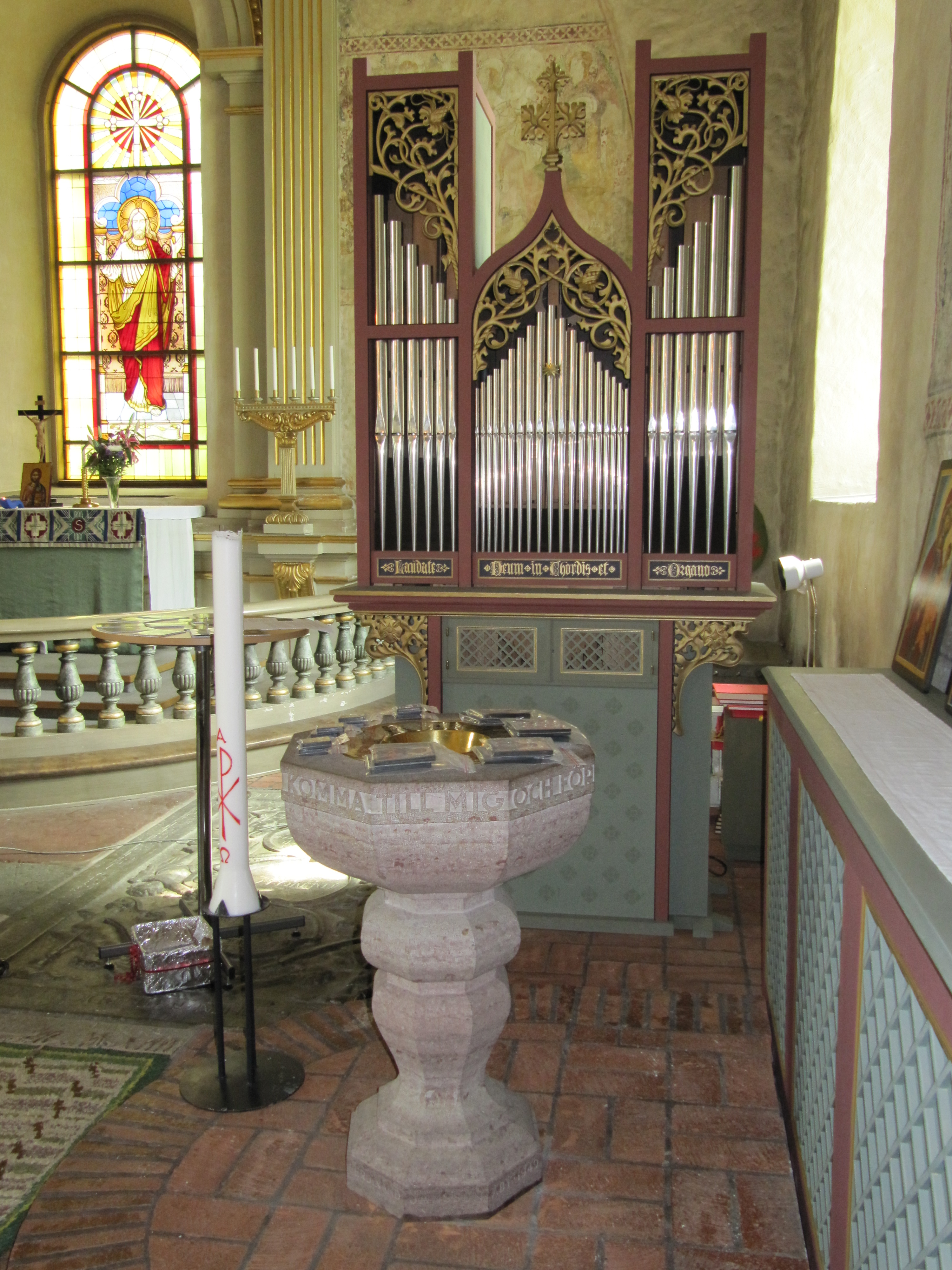
Dopfunt och kororgel

### Webbkällor
- Upplandia.se - En site om Uppland
- Östervåla kyrka, Barbro Boman, Kyrkobeskrivning 2004[död länk]